# Chlorogomphus sachiyoae
Chlorogomphus sachiyoae är en trollsländeart som beskrevs av Karube 1995. Chlorogomphus sachiyoae ingår i släktet Chlorogomphus och familjen kungstrollsländor. IUCN kategoriserar arten globalt som otillräckligt studerad. Inga underarter finns listade i Catalogue of Life.